# Joan Bergós
Joan Bergós i Massó (Lérida, 1894 - Barcelona, 19 de abril de 1974) fue un arquitecto y ensayista español en lengua catalana.

## Biografía
Su padre, Joan Bergós Dejuan, era corredor de comercio en el Banco de España y trabajaba como cajero en el edificio de la Caja de Ahorros y Monte Piedad de Lérida. De joven había combatido por el pretendiente Carlos VII en la tercera guerra carlista.
Estudió arquitectura en la Escuela Técnica Superior de Arquitectura de Barcelona y pintura en la Escuela de Arte Francesc Galí. Fue profesor de artes de la madera en la Escuela Superior de Bellos Oficios de Barcelona; de Construcciones Industriales en el Instituto de Electricidad y Mecánica Aplicadas; de Construcciones Rurales en la Escuela Superior de Agricultura; y Hormigón Armado y Albañilería, en la Escuela de Trabajo de Barcelona, donde fue decano de la sección de Oficios Artísticos.
En Barcelona conoció en 1914 a Antoni Gaudí, con quien mantuvo una gran amistad, y quien le influiría en algunos aspectos de su obra arquitectónica, en la que también se registra la utilización de elementos del Renacimiento italiano y de la tradición catalana. También se relacionó con el novecentismo «italianizante», inspirado en el clasicismo florentino y en la obra de Filippo Brunelleschi.
Realizó diversas obras en Lérida: proyectó el altar del Sacramento de la iglesia de San Lorenzo (1919), el altar-baldaquino de la Catedral Nueva de Lérida (con el pintor Francesc d'Assís Galí  y el escultor Rafael Solanic, 1924-1925, destruido en 1936) y diversos edificios comerciales y de viviendas, como la casa del barón de Alpicat (1921). Es también autor de una escuela y del matadero municipal de su ciudad natal (1923) y de la reforma y ensanche de la misma (1926). También realizó varios proyectos en Seo de Urgel (ermita de San Antonio, cerro de Serc, Urgellet, 1924) y, en Sant Celoni, proyectó el obelisco del santuario de Santa María del Puig de Bellver (1962).
En Barcelona construyó su propia casa en la calle Avenir 135 (1924), y el edificio de viviendas de la avenida Diagonal 586. También colaboró con el ingeniero Esteban Terradas en las obras del Metropolitano Transversal (1925), origen del Metro de Barcelona. En 1929 dirigió las obras del Pabellón de Alemania de la Exposición Internacional, obra del arquitecto racionalista alemán Ludwig Mies van der Rohe. Entre 1936 y 1947 trabajó en la iglesia, escuelas y casa rectoral de Nuestra Señora del Puerto, de estilo brunelleschiano.
Tras la Guerra Civil, realizó la cúpula del santuario del Inmaculado Corazón de María en Barcelona (1940), la residencia de los Padres Claretianos (1946) y varios edificios de viviendas en Barcelona. En 1945, en colaboración con Lluís Bonet i Garí, Isidre Puig i Boada y Francesc Quintana, participó en el discutido empeño de continuar la construcción de la Sagrada Familia, en Barcelona, desafiando el peligro de desvirtuar la obra gaudiniana.
Construyó también en Canarias, Huesca y Cantabria.

## Obra escrita
En su obra escrita destacan sus textos sobre materiales y técnicas de construcción: Formulari tècnic de construccions rurals i industrials (1936), Construccions rurals a l'abast de tothom (1938), Formulario técnico de construcciones (1939), Construcciones urbanas y rurales (1945-1952), Maderas de construcción, decoración y artesanía (1951), Materiales y elementos de construcción (1953), Ideas constructivo-mecánicas y cálculos estáticos de Gaudí (1953) y Tabicados huecos (1967).
Entre sus libros sobre arte destacan: La Catedral Vella de Lleida (1928), L'escultura a la Seu Vella de Lleida (1935), Antoni Gaudí, l'home i l'obra (1954), Antoni Gaudí, arquitecte genial (1972).